# Ваттевиль, Шарль де
Барон Шарль де Ваттевиль де Жу (фр. Charles de Watteville de Joux; 1604/1605, Шато-Вилен, Нозеруа (фр.), Франция) — 1670, Лиссабон, Португалия) — испанский военный и дипломат.

## Биография
Происходил из рода Ваттевиль, бернской фамилии, натурализовавшейся во Франш-Конте. Второй сын Жерара де Ваттевилля де Жу (фр., 1575—1637), 1-го маркиза де Конфлана, и Катерины Боббио, графини ди Буссолино.
В 1654 году унаследовал от бабки по материнской линии графство Корвье, но до конца жизни титуловался бароном де Ваттевилем, как было принято у вторых сыновей в его семье.
В 1623 году служил в Вальтеллине, в бургундском пехотном терсио своего дяди Пьера де Ваттевиля, затем в миланской тяжелой кавалерии, которую Пьер возглавлял в чине генерал-капитана (1632). В 1638 году стал кампмейстером бургундского терсио в Миланском герцогстве, разгромленного Тюренном под Трино в 1643 году.
В 1646 году участвовал в обороне Области Президий от французов, в 1648 году в подавлении восстания в Неаполе, а в 1650—1653 годах служил во флотилии, действовавшей на Жиронде и в районе Бордо на стороне фрондеров. В 1651—1660 годах был генерал-капитаном Гипускоа с резиденцией в Сан-Себастьяне.
7 сентября 1660 года был направлен послом в Лондон, сменив своего племянника маркиза де Конфлана.
10 октября 1661 года, во время вручения шведским послом верительных грамот, по вине Ваттевиля произошел известный дипломатический инцидент, вызванный претензиями посла Испании на первенство перед французским послом графом д'Эстрадом. Людовик XIV был оскорблен и испанскому правительству пришлось послать в Париж  графа Фуэнтеса с извинениями и официальным признанием дипломатического первенства Франции перед своими послами при всех дворах (24 марта 1662).

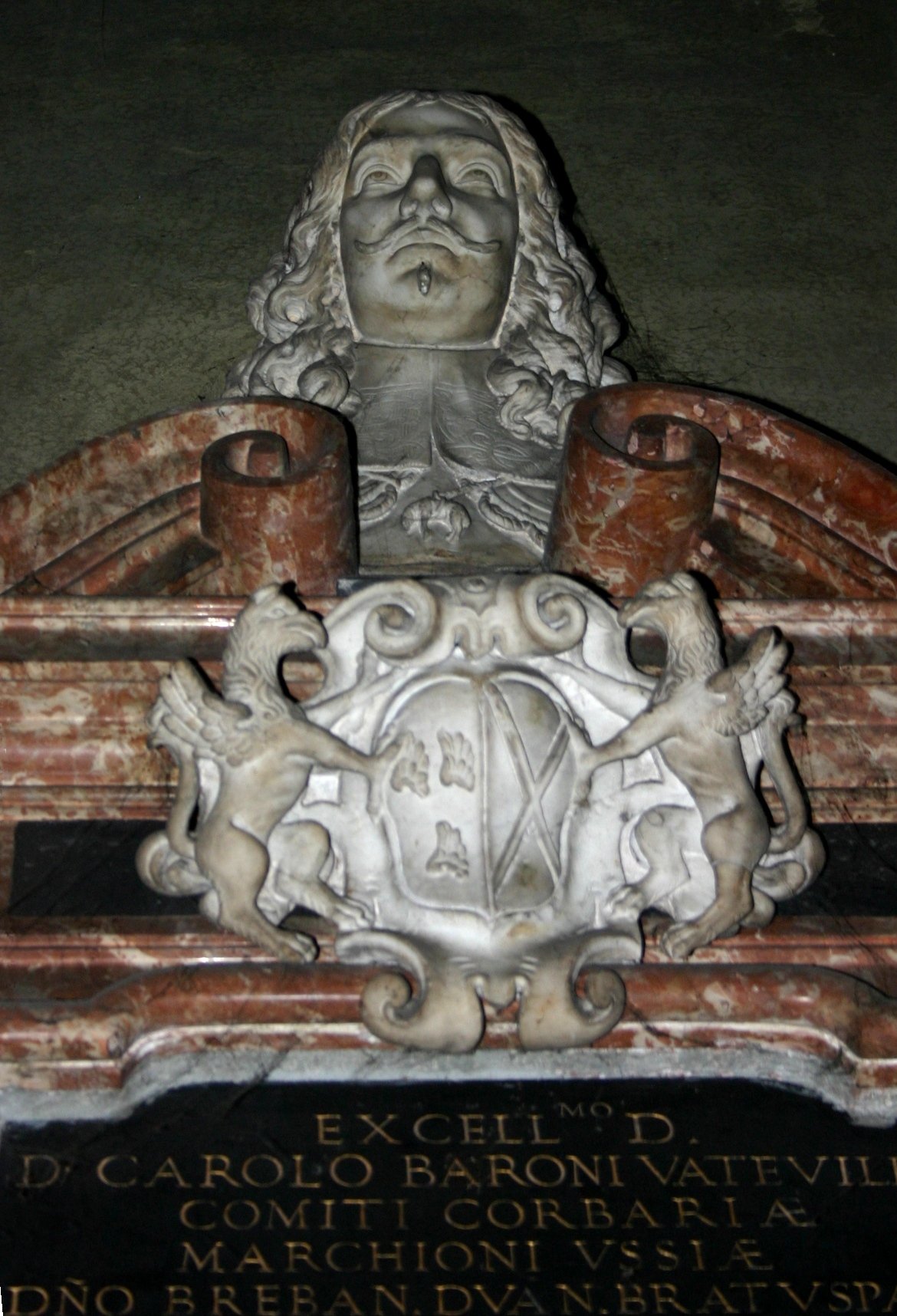
Надгробие Шарля де Ваттевиля в церкви Санта-Мария-делла-Пассьоне (ит.) в Милане

Ваттевиль был отозван из Англии и заключен в крепость Санторкас, где оставался до конца правления Филиппа IV. В 1666 году регентша Марианна Австрийская направила барона чрезвычайным послом в Рим, где он совместно со своим братом Жаном де Ваттевилем, послом в Швейцарии, готовил союзный договор, который должен был обеспечить безопасность Франш-Конте.
По возвращении в Испанию назначен послом в Вену (1667), но перед самым отъездом стало известно о заключении 13 февраля 1668 мира с Португалией, закончившего войну за независимость, и Ваттевить предпочел отправиться в Лиссабон.
4 сентября 1670 пожалован Карлом II в рыцари ордена Золотого руна, но не успел получить орденские инсигнии.